# PlayStation VR2
PlayStation VR2（プレイステーション ヴィーアールツー、略称: PS VR2）は、ソニー・インタラクティブエンタテインメント（略称: SIE）が発表したPlayStation 5（PS5）用バーチャルリアリティ・ヘッドセット。2023年2月22日発売、希望小売価格74,980円（税込）。

## 概要
有機EL（OLED）2000×2040ディスプレイを2枚（片目一枚ずつ）搭載しており、実質的に4K解像度(4096×2160)を実現している。リフレッシュレートは90Hz/120Hzとなっている。視野角は約110°。
前世代機であるPlayStation VRは、外部カメラによって本体やコントローラーを検出しトラッキングする仕組みであったが、PlayStation VR2は本体の前面に4つのカメラを内蔵しており、それらが周囲の環境やコントローラーを認識するようになった。
ヘッドセット内部には視線トラッキング用のIR近接センサーも内蔵されており、これによりプレイヤーが注視している箇所のみを高解像度化し、パフォーマンスを向上させる「フォビエートレンダリング」や、視線の検出を生かしたゲーム開発を可能とした。また、後述の専用コントローラーだけでなく、ヘッドセットそのものも振動する。
専用コントローラーである「PlayStation VR2 Senseコントローラー」は、PlayStation 5用コントローラーであるDualSenseがベースとなっており、L2/R2ボタンに抵抗力を感じさせるアダプティブトリガーや、細かい振動で触感を再現するハプティック技術といった機能を搭載している。

## 歴史
2021年2月24日、SIEが運営するPlayStation公式ブログ、PlayStation.blog(略称:PS Blog)にて、PlayStation 5向けの次世代VRシステムの開発を告知。同年3月18日には、先述の専用コントローラーの外観を発表した。
2022年1月5日、米ラスベガスにて開催されていたCES 2022にて正式名称が「PlayStation VR2」に決定したと発表した。また、同年の9月15日からの東京ゲームショウにて、初めて試遊出展された。
2023年2月22日発売。最初の6週間で60万台近くを販売し、前世代機のPS VRを上回る販売台数を記録した。（初代PS VRの同期間の販売台数と比較して8%多い）
2024年2月22日、PCでも利用できるようにするためのテストを実施中であり、年内までに対応を実現することを目指していると発表した。
2024年8月7日、PCゲームに対応させる PlayStation VR2 PCアダプターが発売された。使用するには、Steamストアから無料でダウンロードできる PlayStation VR2 App が必要。

## 対応ソフト
PlayStation VR2のゲームタイトル一覧
（現状では、日本語記事がないため、英語版記事 en:List of PlayStation VR2 games を参照すること）